# رولاند أندرسون (مصمم إنتاجي)
رولاند أندرسون (بالإنجليزية: Roland Anderson)‏ هو مصمم إنتاجي أمريكي، ولد في 18 نوفمبر 1903 في بوسطن في الولايات المتحدة، وتوفي في 29 أكتوبر 1989 في لوس أنجلوس في الولايات المتحدة.

## وصلات خارجية
- رولاند أندرسون على موقع IMDb (الإنجليزية)
- رولاند أندرسون على موقع ألو سيني (الفرنسية)
- رولاند أندرسون على موقع أول موفي (الإنجليزية)
- رولاند أندرسون على موقع قاعدة بيانات الأفلام السويدية (السويدية)
- رولاند أندرسون على موقع قاعدة بيانات الفيلم (الإنجليزية)
- رولاند أندرسون على موقع كينوبويسك (الروسية)